# Anguimorpha
Anguimorpha är i den klassiska systematiken ett taxon i ordningen fjällbärande kräldjur. Till djurgruppen räknas så olika arter som den i Sverige förekommande kopparödlan (Anguis fragilis) och den stora komodovaranen (Varanus komodoensis).

## Kännetecken
De flesta arterna i Anguimorpha har den typiska kroppsbyggnaden för ödlor. Några arter är långsträckta med rudimentära extremiteter och vissa är ormlik och saknar alla extremiteter. Alla arter har kraftiga tänder som vid basen inte är ihåliga. Nya tänder växer mellan de gamla tänderna, de ligger alltså inte under de gamla tänderna. Individernas tunga är genom ett veck delad i ett främre och ett bakre avsnitt. Hos många arter är den främre delen kluven, liksom hos ormar.

## Systematik

### Klassisk systematik
Anguimorpha delas vanligen i två överfamiljer med tillsammans åtta familjer varav två är utdöda:
- Diploglossa
  - Kopparödlor (Anguidae)
  - Anniellidae
  - Xenosaurer (Xenosauridae)
- Platynota, Varanomorpha eller Varanoidea
  - Varaner (Varanidae)
  - Giftödlor (Helodermatidae)
  - Lanthanotidae
  - † Aigialosauridae
  - † Mosasaurier (Mosasauridae)